# Ascolepis spinulosa
Ascolepis spinulosa là một loài thực vật có hoa trong họ Cói. Loài này được Goetgh. mô tả khoa học đầu tiên năm 1977.